# Ștefănești (Botoșani)
Ștefănești is een stad (oraș) in het Roemeense district Botoșani. De stad telt 5.314 inwoners (2011).

## Geboren in Ștefănești
- Ștefan Luchian (1868-1916), kunstschilder (impressionisme)
- Vainer Aurel (1932-2021), politicus en econoom

Steden met gemeentestatus: Botoșani · Dorohoi

Steden zonder gemeentestatus: Bucecea · Darabani · Flămânzi · Săveni · Ştefăneşti